# Parfait Jans
Pour les articles homonymes, voir Jans (homonymie).
Parfait Jans est un homme politique français, né le 7 juillet 1926 à Levallois-Perret (département de la Seine, aujourd'hui Hauts-de-Seine) et décédé le 24 août 2011 à Auxon (département de l'Aube).
Membre du Parti communiste français, il est maire de Levallois-Perret de 1965 à 1983, conseiller général des Hauts-de-Seine de 1976 à 1983 et député des Hauts-de-Seine de 1967 à 1968, puis de 1973 à 1986.

## Biographie

### Origines
Parfait Jans est un enfant d’immigrés valdôtains ; ses parents sont originaires de la commune de Lillianes, dans la vallée du Lys qui descend du mont Rose. Son père est chauffeur de taxi et sa mère, femme de ménage.

### Parcours politique
Il exerce différents métiers — ajusteur en machines-outils, chauffeur de taxi — avant d’entamer une carrière politique. En 1945, il se syndique à la CGT et en 1950-1951, il est secrétaire du syndicat CGT des Métaux de Neuilly-sur-Seine. Il adhère au Parti communiste français en 1951 à Levallois.
Secrétaire de la section communiste de Levallois en 1958, il entre au comité fédéral de Seine-Ouest en 1959, puis devient membre du bureau fédéral en 1961. L'année suivante, au sein du secrétariat fédéral, il est responsable des cadres et du travail municipal.
Il quitte le bureau fédéral de son parti lorsqu'il est élu maire de Levallois-Perret en 1965, fonction qu'il exerce jusqu'en 1983. Il est député à l’Assemblée nationale (PCF) durant quatre législatures, de 1967 à 1968 puis de 1973 à 1986.
De 1976 à 1982, il siège au conseil général des Hauts-de-Seine, élu dans le canton de Levallois-Perret-Sud en battant le conseiller général sortant, Charles Pasqua, également président du conseil général des Hauts-de-Seine auquel il avait déjà pris son siège de député en 1973.
Lors des élections municipales de 1983, il est battu par Patrick Balkany.

### Auteur et éditeur
Après son retrait de la vie publique, il devient auteur et éditeur d'ouvrages, notamment historiques et policiers, dont il puise l'inspiration dans l'histoire et les traditions de la vallée d'Aoste.
Il meurt le 24 août 2011 à Auxon (Aube).

## Publications

### Romans
- Les Mystères de la Chamoisière, 1988.
- Les Amoureux du Trou du Diable, 1989.
- La Famille Carcagne, 1991.
- De Pavie à Coursi, 1992.
- Le Seing du Tabellion, historique, 1994.
- Catherine de Challant, historique, 1996.
- Les Salasses. Râahm et Ariothe, historique, 1997.
- Les Frères Bioulaz, 2000.
- La Combe crépusculaire, historique, 2002.
- Roma doma ?, 2005[4]

### Policier
- La Montagne pour seul témoin, 1988.
- De Profundis à Saint-Vincent, 1990.
- La Palomade Pont-Saint-Martin, 1995.
- Le Château du Bois Brûlé, 1993.
- Meurtre au forum Romain, 1999.
- Le Mystère du lavoir, 2003.
- René, Nino et les autres, 2004.

### Théâtre
- L’Insurrection des Socques, 1981.
- Le génocide du peuple salasse, 2000.

### Essai
- Délivrance, du rêve à la réalité, 1995.

### Livres pour enfants
- Pirouette la Marmotte, illustré pour les enfants, 2001.

## Hommage
Une rue lui rend hommage à Levallois-Perret.